# 1マイル競走
1マイル競走（ワンマイルきょうそう, 英語: Mile run）とは、陸上競技の一種。トラックとロード（道路競走）に大別され、1マイル（1609.344m）走るタイムを競う中距離種目である。メートル法を採用している日本ではそれほど盛んではなかったが、アメリカなどメートル法ではなくヤード・ポンド法を採用している国では根強い人気がある。
2023年より、第1回世界ロードランニング選手権大会の実施種目としても開催されるようになり、東京マラソン財団主催のイベントTOKYO ROKUTAI FESにて行われるTOKYO 1MILEをはじめ、国内でもWA公認1マイルロードレースが行われる予定である。

## 記録
- トラック男子

| 記録    | タイム    | 名前                   | 所属           | 日付          |
| ------- | --------- | ---------------------- | -------------- | ------------- |
| 世界    | 3分43秒13 | ヒシャム・エルゲルージ | モロッコ       | 1999年7月7日  |
| U20世界 | 3分47秒48 | キャメロン・マイヤーズ | オーストラリア | 2025年2月9日  |
| アジア  | 3分47秒97 | N・Dバジル             | カタール       | 2005年7月29日 |
| 日本    | 3分54秒84 | 青木涼真               | Honda          | 2024年2月10日 |
| U20日本 | 4分02秒43 | 田子康宏               | 立命館大学     | 2002年6月19日 |

- トラック女子

| 記録    | タイム    | 名前                 | 所属                 | 日付           |
| ------- | --------- | -------------------- | -------------------- | -------------- |
| 世界    | 4分7秒64  | フェイス・キピエゴン | ケニア               | 2023年7月21日  |
| U20世界 | 4分17秒57 | ゾーラ・バッド       | イギリス             | 1985年8月21日  |
| アジア  | 4分17秒75 | Maryam Yusuf Jamal   | バーレーン           | 2007年9月14日  |
| 日本    | 4分28秒54 | 田中希実             | ニューバランス       | 2025年2月2日   |
| U20日本 | 4分46秒45 | 蘭仁美               | 鈴峯女高             | 1989年10月15日 |
| 高校    | 4分46秒45 | 蘭仁美               | 鈴峯女高             | 1989年10月15日 |
| 中学    | 5分18秒90 | 米田有希子           | 貴志川町立貴志川中学 | 1989年10月15日 |

## 関連書籍
- 『パーフェクトマイル　1マイル4分の壁に挑んだアスリート』（ニール・バスコム(著)、松本剛史(翻訳)、ソニーマガジンズ、2004/7、マイル4分の壁に挑んだロジャー・バニスター、ジョン・ランディ、ウェス・サンティーの3人を描く、ISBN 978-4789723213）